# San Juan (rzeka w Argentynie)
San Juan – rzeka w Ameryce Południowej w zachodniej Argentynie. Długość rzeki wynosi 500 km, powierzchnia dorzecza 34 800 km². Rzeka powstaje z połączenia rzek Los Patos i Castaño, a uchodzi do rzeki Desaguadero.
Rzeka jest wykorzystywana do nawadniania oraz celów energetycznych.